# 飛碟恐怖襲擊
《飛碟恐怖襲擊》（そらとぶえんばんきょうふのしゅうげき）是1956年11月7日上映的日本電影，翌年《地球防衛軍》上映。

## 劇情概要
正處於冷戰時期，世界突然受到飛碟的攻擊，而日本也不例外，日本自衛隊不斷抵禦飛碟阻止日本各大城市受到攻擊，最後由保科博士研發秘密武器—R-1號，一一擊潰了飛碟，解救了地球的危機。

## 演員
- 高島忠夫:林正夫
- 江畑絢子:保科薫
- 杉寛:保科博士
- 天知茂:大杉助手

## 製作人員
- 導演：關澤新一
- 劇本：關澤新一
- 音樂：草川哲